# Midland Railway (Kansas)
| Der Bahnhof von Baldwin City |                      |                                                  |                                                  |
| Streckenlänge: | nur MR 18 km         |                                                  |                                                  |
| Spurweite: | 1435 mm (Normalspur) |                                                  |                                                  |
| |                      |                                                  |                                                  |
| \| \| \| von Leavenworth \| \| \| \| \| Topeka Subdevision der BNSF Railway von Topeka \| \| \| \| 0,0 \| Lawrence \| 248 m ü. M. \| \| \| \| Topeka Subdevision der BNSF nach Eudora \| \| \| \| \| \| \| \| \| \| Lawrece and Carbondale Rairoad \| \| \| \| 10,3 \| Sibley \| Sibley \| \| \| 15,4 \| Vinland \| Vinland \| \| \| \| Beginn der Midland Railway \| \| \| \| 23,9 \| Baldwin \| 322 m ü. M. \| \| \| \| Nowhere/Prairie City \| \| \| \| \| (63 m) \| \| \| \| \| Norwood \| \| \| \| \| West Fork Tauy Creek (46 m) \| \| \| \| \| (17 m) \| \| \| \| \| (31 m) \| \| \| \| 41,9 \| Ottawa Junction \| 277 m ü. M. \| \| \| \| Ende der Midland Railway \| \| \| \| \| zur Emporia Subdivision der BNSF \| \| \| \| \| Emporia Subdivision nach Emporia und Olathe \| \| \| \| \| Ottawa (Kansas) \| \| \| \| \| Marais des Cygnes River (82 m) \| \| \| \| \| ATSF RR Burlington District \| \| \| \| 56,5 \| Princeton \| Princeton \| \| \| 66,3 \| Richmond \| Richmond \| \| \| \| Missouri Pacific Railroad (MoPac) Fort Scott \| \| \| \| \| Coffeyville Subdivision Main 1 der UP \| \| \| \| \| MoPac Railroad \| \| \| \| 81 \| Garnett \| Garnett \| \| \| 94,9 \| Welda \| Welda \| \| \| \| MoPac Railroad \| \| \| \| 107,5 \| Colony \| Colony \| \| \| \| ATSF Colony District \| \| \| \| 116,4 \| Carlyle \| Carlyle \| \| \| 124,2 \| Iola \| Iola \| \| \| \| Missouri Pacific Wichita Subdivision \| \| \| \| \| Iola Electric Railway \| \| \| \| \| Beginn der South Kansas & Oklahoma Railroad \| \| \| \| 137 \| Humboldt (Kansas) \| 295 m ü. M. \| \| \| \| Monarch Cement Co. \| \| \| \| \| Neosho River (51 m) \| \| \| \| \| Neosho River (94 m) \| \| \| \| \| (70 m) \| \| \| \| \| Missouri-Kansas-Texas Railroad \| \| \| \| \| Ash Grove Cemente Chanute \| \| \| \| 152,9 \| Chanute South Kansas & Oklahoma RR Depot \| Chanute South Kansas & Oklahoma RR Depot \| \| \| \| Abstellgleis \| \| \| \| 169,9 \| Earlton \| Earlton \| \| \| 178,6 \| Thayer \| Thayer \| \| \| 190,7 \| Morehead \| Morehead \| \| \| \| Ausweichstelle SKOL Yard \| \| \| \| \| Cherry Creek \| \| \| \| \| Strecke nach Neodesa und Mound Valley \| \| \| \| 204,1 \| Cherryvale SKOL Depot \| 256 m ü. M. \| \| \| \| Strecke nach Independence \| \| \| \| 217,2 \| Liberty \| Liberty \| \| \| \| Verdigris River (72 m) \| \| \| \| \| SKOL Coffeyville Subdivision \| \| \| \| \| ehem. Strecke der Missouri Kansas Texas Railroad \| \| \| \| \| Abzweigung Abstellgleis \| \| \| \| \| Ende der South Kansas & Oklahoma Railroad \| \| \| \| 231,47 \| Coffeyville Güterbahnhof \| 226 m ü. M. \| \| \| \| Strecke der Union Pacific Railroad \| \| \| \| \| nach Independence u. Claremore \| \| \| \| \| \| \| \| Quellen: [1] \| \| \| \| |                      |                                                  |                                                  |
| |                      | von Leavenworth                                  |                                                  |
| Abzweig ehemals geradeaus und von rechts |                      | Topeka Subdevision der BNSF Railway von Topeka   | Topeka Subdevision der BNSF Railway von Topeka   |
| Dienststation / Betriebs- oder Güterbahnhof | 0,0                  | Lawrence                                         | 248 m ü. M.                                      |
| Abzweig ehemals geradeaus, nach links und ehemals von links |                      | Topeka Subdevision der BNSF nach Eudora          | Topeka Subdevision der BNSF nach Eudora          |
| |                      |                                                  |                                                  |
| Abzweig geradeaus und nach rechts (Strecke außer Betrieb) |                      | Lawrece and Carbondale Rairoad                   | Lawrece and Carbondale Rairoad                   |
| Dienststation / Betriebs- oder Güterbahnhof (Strecke außer Betrieb) | 10,3                 | Sibley                                           | Sibley                                           |
| Dienststation / Betriebs- oder Güterbahnhof (Strecke außer Betrieb) | 15,4                 | Vinland                                          | Vinland                                          |
| |                      | Beginn der Midland Railway                       |                                                  |
| Bahnhof | 23,9                 | Baldwin                                          | 322 m ü. M.                                      |
| Haltepunkt / Haltestelle |                      | Nowhere/Prairie City                             | Nowhere/Prairie City                             |
| Brücke über Wasserlauf |                      | (63 m)                                           | (63 m)                                           |
| Bahnhof |                      | Norwood                                          | Norwood                                          |
| Brücke über Wasserlauf |                      | West Fork Tauy Creek (46 m)                      | West Fork Tauy Creek (46 m)                      |
| Brücke über Wasserlauf |                      | (17 m)                                           | (17 m)                                           |
| Brücke über Wasserlauf |                      | (31 m)                                           | (31 m)                                           |
| Dienststation / Betriebs- oder Güterbahnhof | 41,9                 | Ottawa Junction                                  | 277 m ü. M.                                      |
| Wechsel des Eisenbahninfrastrukturunternehmens |                      | Ende der Midland Railway                         | Ende der Midland Railway                         |
| Abzweig ehemals geradeaus und nach rechts |                      | zur Emporia Subdivision der BNSF                 | zur Emporia Subdivision der BNSF                 |
| Kreuzung (Strecke geradeaus außer Betrieb) |                      | Emporia Subdivision nach Emporia und Olathe      | Emporia Subdivision nach Emporia und Olathe      |
| Dienststation / Betriebs- oder Güterbahnhof (Strecke außer Betrieb) |                      | Ottawa (Kansas)                                  | Ottawa (Kansas)                                  |
| Brücke über Wasserlauf (Strecke außer Betrieb) |                      | Marais des Cygnes River (82 m)                   | Marais des Cygnes River (82 m)                   |
| Abzweig geradeaus und nach rechts (Strecke außer Betrieb) |                      | ATSF RR Burlington District                      | ATSF RR Burlington District                      |
| Dienststation / Betriebs- oder Güterbahnhof (Strecke außer Betrieb) | 56,5                 | Princeton                                        | Princeton                                        |
| Dienststation / Betriebs- oder Güterbahnhof (Strecke außer Betrieb) | 66,3                 | Richmond                                         | Richmond                                         |
| Abzweig geradeaus und von rechts (Strecke außer Betrieb) |                      | Missouri Pacific Railroad (MoPac) Fort Scott     | Missouri Pacific Railroad (MoPac) Fort Scott     |
| Kreuzung (Strecke geradeaus außer Betrieb) |                      | Coffeyville Subdivision Main 1 der UP            | Coffeyville Subdivision Main 1 der UP            |
| Abzweig geradeaus und nach links (Strecke außer Betrieb) |                      | MoPac Railroad                                   | MoPac Railroad                                   |
| Dienststation / Betriebs- oder Güterbahnhof (Strecke außer Betrieb) | 81                   | Garnett                                          | Garnett                                          |
| Dienststation / Betriebs- oder Güterbahnhof (Strecke außer Betrieb) | 94,9                 | Welda                                            | Welda                                            |
| Kreuzung (Strecken außer Betrieb) |                      | MoPac Railroad                                   | MoPac Railroad                                   |
| Dienststation / Betriebs- oder Güterbahnhof (Strecke außer Betrieb) | 107,5                | Colony                                           | Colony                                           |
| Abzweig geradeaus und nach rechts (Strecke außer Betrieb) |                      | ATSF Colony District                             | ATSF Colony District                             |
| Dienststation / Betriebs- oder Güterbahnhof (Strecke außer Betrieb) | 116,4                | Carlyle                                          | Carlyle                                          |
| Dienststation / Betriebs- oder Güterbahnhof (Strecke außer Betrieb) | 124,2                | Iola                                             | Iola                                             |
| Kreuzung (Strecken außer Betrieb) |                      | Missouri Pacific Wichita Subdivision             | Missouri Pacific Wichita Subdivision             |
| Kreuzung (Strecken außer Betrieb) |                      | Iola Electric Railway                            | Iola Electric Railway                            |
| |                      | Beginn der South Kansas & Oklahoma Railroad      |                                                  |
| Dienststation / Betriebs- oder Güterbahnhof | 137                  | Humboldt (Kansas)                                | 295 m ü. M.                                      |
| Abzweig geradeaus und nach rechts |                      | Monarch Cement Co.                               | Monarch Cement Co.                               |
| Brücke über Wasserlauf |                      | Neosho River (51 m)                              | Neosho River (51 m)                              |
| Brücke über Wasserlauf |                      | Neosho River (94 m)                              | Neosho River (94 m)                              |
| Brücke |                      | (70 m)                                           | (70 m)                                           |
| Kreuzung (Querstrecke außer Betrieb) |                      | Missouri-Kansas-Texas Railroad                   | Missouri-Kansas-Texas Railroad                   |
| Abzweig geradeaus und von rechts |                      | Ash Grove Cemente Chanute                        | Ash Grove Cemente Chanute                        |
| Dienststation / Betriebs- oder Güterbahnhof | 152,9                | Chanute South Kansas & Oklahoma RR Depot         | Chanute South Kansas & Oklahoma RR Depot         |
| Abzweig geradeaus und nach rechts |                      | Abstellgleis                                     | Abstellgleis                                     |
| ehemaliger Dienststation / Betriebs- oder Güterbahnhof | 169,9                | Earlton                                          | Earlton                                          |
| ehemaliger Dienststation / Betriebs- oder Güterbahnhof | 178,6                | Thayer                                           | Thayer                                           |
| ehemaliger Dienststation / Betriebs- oder Güterbahnhof | 190,7                | Morehead                                         | Morehead                                         |
| Dienststation / Betriebs- oder Güterbahnhof |                      | Ausweichstelle SKOL Yard                         | Ausweichstelle SKOL Yard                         |
| Brücke über Wasserlauf |                      | Cherry Creek                                     | Cherry Creek                                     |
| Abzweig geradeaus, von links und von rechts |                      | Strecke nach Neodesa und Mound Valley            | Strecke nach Neodesa und Mound Valley            |
| Dienststation / Betriebs- oder Güterbahnhof | 204,1                | Cherryvale SKOL Depot                            | 256 m ü. M.                                      |
| Abzweig geradeaus, nach rechts und von rechts |                      | Strecke nach Independence                        | Strecke nach Independence                        |
| Dienststation / Betriebs- oder Güterbahnhof | 217,2                | Liberty                                          | Liberty                                          |
| Brücke über Wasserlauf |                      | Verdigris River (72 m)                           | Verdigris River (72 m)                           |
| Abzweig geradeaus und von rechts |                      | SKOL Coffeyville Subdivision                     | SKOL Coffeyville Subdivision                     |
| Abzweig geradeaus und von links |                      | ehem. Strecke der Missouri Kansas Texas Railroad | ehem. Strecke der Missouri Kansas Texas Railroad |
| Abzweig geradeaus und von links |                      | Abzweigung Abstellgleis                          | Abzweigung Abstellgleis                          |
| Wechsel des Eisenbahninfrastrukturunternehmens |                      | Ende der South Kansas & Oklahoma Railroad        | Ende der South Kansas & Oklahoma Railroad        |
| Dienststation / Betriebs- oder Güterbahnhof | 231,47               | Coffeyville Güterbahnhof                         | 226 m ü. M.                                      |
| Abzweig geradeaus und nach rechts |                      | Strecke der Union Pacific Railroad               | Strecke der Union Pacific Railroad               |
| |                      | nach Independence u. Claremore                   |                                                  |
| |                      |                                                  |                                                  |
| Quellen: |                      |                                                  |                                                  |

Die Midland Railway war eine US-amerikanische Eisenbahngesellschaft, die bis März 2020 18 Kilometer (16 Meilen) der ehemaligen Strecke der Leavenworth, Lawrence and Galveston Railroad Company in Kansas befuhr. Ihr Sitz war in Baldwin City (Kansas). Seit 1987 wurde sie von der Midland Railway Historical Association als gemeinnützige Organisation betrieben. Sie befuhr bis 2023 die Strecke von Baldwin City über Norwood (Kansas) nach Ottawa Junction mit Touristikzügen.
Im März 2023 beantragte die Ottawa Northern Railroad (ONR), eine Tochtergesellschaft der 2017 gegründeten Chicago, Rock Island & Pacific Railroad, vor dem Surface Transportation Board die Genehmigung zum Kauf und Betrieb des 18 km langen Streckenabschnitts. Nach eigenen Angaben ist eine Wiederaufnahme des Tourismusverkehrs geplant.

## Geschichte

### Leavenworth, Lawrence and Galveston Railroad
Die Leavenworth, Lawrence and Galveston Railroad Company (LL&G RR Co.) wurde 1858 gegründet, um eine Bahnstrecke von Leavenworth (Kansas) zur südlichen Grenze von Kansas zu bauen. Der Sitz der Gesellschaft war in Prairie City (Kansas). Mit dem Bau der Strecke wurde Ende 1867 begonnen und am Neujahrstag 1868 erreichte man erst Ottawa (Kansas) und im Jahr 1871 schließlich Coffeyville (Kansas). Die Gesamtlänge der Strecke betrug 231,47 Kilometern.
Die LL&G RR Co. ging am 5. März 1875 unter Zwangsverwaltung und am 22. Oktober 1878 wurde sie verkauft. Ein Jahr später wurde der Name in Kansas City, Lawrence and Southern geändert. Im November 1880 übernahm die schnell wachsende Santa Fe Railroad die Betriebsführung, behielt aber den Namen Kansas City, Lawrence and Southern Railroad Company bei.
Die Höchstgeschwindigkeit für Expresszüge betrug in den 1880er Jahren 40 bis 56 km/h und die für Post- und Güterzüge 24 km/h. Im Dezember 1880 wurden die Kansas City, Lawrence & Southern Kansas RR, die Ottawa & Burlington RR und die Kansas City & Olathe Railroad unter dem Namen Southern Kansas Railroad vereinigt.
Die Atchison, Topeka and Santa Fe Railway betrieb die Strecke von Lawrence nach Baldwin City vom 1. Mai 1882 bis zur Stilllegung 1963.

### Midland Railway Historical Association
Im Jahr 1987 erwarben mehrere Investoren die Strecke von Baldwin City nach Ottawa von der Atchison, Topeka & Santa Fe Railway Co. und gründeten die Midland Railway Historical Association als gemeinnützige Organisation. Die Midland Railway bot seither bis März 2020 Zugfahrten mit historischen Fahrzeugen auf der über 18 Kilometer langen Strecke von Baldwin City über Norwood (Kansas) nach Ottawa Junction (Kansas) an.

## Fahrzeuge
| Diesellokomotiven |      |                             |            |       | |  |
| MKT 142           |      | American Locomotive Company | 1951       | 1701  | Ehem. Missouri-Kansas-Texas Railroad (Katy), ehem. Union Pacific Railroad, 1988 außer Dienst gestellt, erworben 1990. |  |
| MDRY 430          | 44t  |                             |            |       | |  |
| MDRY 460          | 44t  | General Electric            | 26.12.1942 | 15760 | Ehem. Atchison, Topeka and Santa Fe Railway 460.                                                                      |  |
| MDRY 524          | NW2  | Electro-Motive Diesel (EMD) |            | 3623  | Ehem. Chicago, Burlington and Quincy Railroad.                                                                        |  |
| MDRY 4079         | GP20 | Electro-Motive Diesel (EMD) |            | 27350 | Ehem. Farmrail, ehem. Southern Pacific Railroad.                                                                      |  |
| MDRY 8250         | GP10 | Electro-Motive Diesel (EMD) |            | 22315 | Ehem. Farmrail 8250, ehem. Illinois Central Railroad 9250.                                                            |  |
| MDRY 8255         | RS3  | American Locomotive Company | Juni 1951  | 78871 | Ehem. New York Central Railroad 8255.                                                                                 |  |
| Quellen:          |      |                             |            |       | |  |